# Vlag van de Marshalleilanden

Vlag van de Marshalleilanden (ratio 10:19)

De vlag van de Marshalleilanden is in gebruik sinds 1 mei 1979, toen het land zelfbestuur kreeg. De vlag toont de positie van de Marshalleilanden in de door het blauwe veld gesymboliseerde Grote Oceaan: net boven de evenaar, die door de diagonale oranje-witte band gesymboliseerd wordt. Het ontwerp van de vlag was van de hand van Emlain Kabua, echtgenote van Amata Kabua, eerste president van de onafhankelijke Mashalleilanden.

## Symboliek
De oranje-witte band symboliseert ook de twee grote eilandengroepen van de eilandstaat: de Ratak Chain (oranje) en de Ralik Chain (wit). Ratak betekent 'zonsopkomst', Ralik betekent 'zonsondergang'; de oranje-witte band kan derhalve tevens als een zonnestraal gezien worden.
De 24 punten van de ster staan voor de 24 deelgebieden (kiesdistricten) van de Marshalleilanden. De vier grote stralen staan voor de vier grootste deelgebieden (Majuro, Ebeye, Jaluit en Wotje). Tevens symboliseren zij, samen met de rest van de ster, het christelijke crucifix.

## Geschiedenis

### Trustschap van de Pacifische Eilanden
Tussen 1965 en 1979 vielen de Marshalleilanden onder het Trustschap van de Pacifische Eilanden en wapperde de vlag van dit trustschap aldus boven de eilandengroep. Het trustschap was ingesteld door de Verenigde Naties, terwijl de Verenigde Staten het bestuur ervan voor hun rekening namen. De vlag van dit trustgebied was blauw met zes witte sterren, gebaseerd op de vlag van de Verenigde Naties. De sterren stonden voor de Marshalleilanden, Palau, de Noordelijke Marianen en de drie onderdelen van Micronesia. De huidige vlag van Micronesia is op de vlag van het Trustschap van de Pacifische Eilanden gebaseerd.

### Tot 1965
Van 1878 tot 1914 waren de Marshalleilanden een kolonie van Duitsland (Ralik-Inseln). Gedurende de Eerste Wereldoorlog bezette Japan de eilanden, wat in 1920 door de Volkerenbond werd goedgekeurd. Tijdens de Tweede Wereldoorlog veroverden Amerikaanse eenheden het gebied. Vanaf 1947 hebben de Verenigde Naties de weg naar zelfbestuur ingeleid.

? Vlag onder Duits koloniaal bestuur (1878-1894)
? Vlag van Japan (1914-1944)
? Vlag van de Verenigde Staten (1944-1959)
? Vlag van de Verenigde Naties (1947-1965)
? Vlag van de Verenigde Staten (1959-1960)
? Vlag van de Verenigde Staten (1960-1986)
? Vlag van het Trustschap van de Pacifische Eilanden (1965-1979)